# ピーター・ヤロー
ピーター・ヤロー (ヤーロウ)（Peter Yarrow, 1938年5月31日 - 2025年1月7日）は、米国の歌手で、1960年代を代表するフォーク音楽トリオ、ピーター・ポール&マリーのメンバー。ヤローは、ピーター・ポール&マリーの代表作の一つ「パフ」をレニー（レナード）・リプトンと共作した。ヤローは政治活動家でもあり、ベトナム戦争への反対運動から、NPO「オペレーション・リスペクト」の創設まで、様々な取り組みに関わってきた。

## 経歴

ピーター・ポール&マリー。1967年1月の来日公演。

ニューヨーク州ニューヨーク市出身。両親はウクライナ系ユダヤ人。当時「音楽芸術高校」という名であった現在のラガーディア高校を卒業した。1959年にコーネル大学を卒業後、歌手としての活動に入った。程なくしてヤローは、20世紀半ばのフォーク音楽復興運動の中心地であったグリニッジ・ヴィレッジで、ノエル・ポール・ストゥーキーとマリー・トラヴァースに出会う。彼らは1962年に、ワーナー・ブラザース・レコードからセルフタイトルのファースト・アルバム『Peter, Paul & Mary』を発表したが、このアルバムはトップ10に10か月間、トップ20には2年間もランクインし続け、200万枚以上を売り上げた。グループは各地をツアーし、ライブ盤でもスタジオ盤でも多数のアルバムをレコーディングした。ヤローは、1969年10月にマリー・ベス・マッカーシーと結婚した。子どもたち2人は既に成人している。2000年、ヤローはNPO「オペレーション・リスペクト」を創設した。
ヤローは、「オペレーション・リスペクト」を代表して、プロボノ活動を香港、ベトナム、バーミューダ、クロアチア、南アフリカ、エジプト、アルゼンチン、カナダなどの各地で実践した。一連の活動を通して、このプログラムは多数の教育関係者と1千万人以上の子どもたちに提供された。このプロジェクトは、米国の初中等学校の1/3近くに相当する2万校以上の学校に、何らかの形で届けられている。
2003年、ヤローと「オペレーション・リスペクト」の業績に対して、米国議会は議会部会において、スタンディング・オベーションによってヤローを讃えた。2006年8月、ヤローは35の教育関係団体の代表と会合し、「学術面のみならず、個性、心情、社会/感情面の発達など、子供の全人的な才能を引き出すように、アメリカの教育のパラダイムをシフトさせるため」団結して取り組むとし、「われわれユダヤ人の言い方で言うなら、まず善き人にさえすれば、あとは自ずから上手くゆくものだ」と述べた。
ダライ・ラマ14世が、虐待を受けている子供に向けて書いた『Never Give Up』にピーター・ヤローが曲をつけた。
ヤローは、61枚のアルバムに演奏者として参加しており、娘のベサニーによる2003年のCD『Rock Island』にも参加している。
2025年1月7日、マンハッタン アッパー・ウエスト・サイドの自宅で膀胱癌により死去。86歳没。

## エピソード
1969年、ホテルで当時14歳の少女に自慰行為をさせたことで1970年に有罪判決を受け、刑務所で約3か月間過ごした。12年後の1981年1月19日、ヤローはジミー・カーター大統領による恩赦を受けた。